# Body and Soul (Tony Bennett e Amy Winehouse)
Body and Soul è un singolo del cantante statunitense Tony Bennett e della cantante britannica Amy Winehouse.
È stato pubblicato  il 14 settembre 2011 per l'etichetta discografica Sony, meno di due mesi dopo la morte della Winehouse e suo compleanno, ed è la cover di Body and Soul, brano musicale jazz composto nel 1939 da Edward Heyman, Robert Sour, Frank Eyton e Johnny Green per Gertrude Lawrence.
È stato il primo singolo estratto dal disco di Bennett Duets II e il primo singolo estratto dal disco di Winehouse Lioness: Hidden Treasures. Nel 2012 ha vinto il Grammy Award for Best Pop Duo/Group Performance.

## Tracce
Download digitale
1. Body and Soul - 3:20
2. Body and Soul (In Studio Version) - 3:21

## Classifiche
| Paese             | Posizione massima |
| ----------------- | ----------------- |
| Paesi Bassi       | 9                 |
| Belgio (Fiandre)  | 13                |
| Spagna            | 14                |
| Francia           | 27                |
| Belgio (Vallonia) | 30                |
| Germania          | 31                |
| Svizzera          | 35                |
| Austria           | 36                |
| Regno Unito       | 40                |
| Stati Uniti       | 87                |
| Canada            | 91                |